# Арес Боргезе
Арес Боргезе е римска статуя от времето на ранната Римска империя, висока 211 см. Била е част от сбирката на фамилия Боргезе. През 1807 г. е придобита от Наполеон за Лувъра. Характерният шлем и гривната за глезен (подарък от Афродита) показват, че е изобразен богът на войната Арес, което е голяма рядкост, като се има предвид че култът към него не е бил разпространен в древността. Друго предположение е, че е изобразен герой на Омир - Ахил или Парис.
Това е копие на гръцка бронзова статуя, датирана от 5 век и до един момент приписвана на скулптора Алкамен.